# Steven Tyler
Steven Tyler (Tên thật là Steven Victor Tallaricco; sinh ngày 26 tháng 3 năm 1948, tại Mỹ)
là một ca sĩ, người viết bài hát, và là một tay chơi guitar, harmonica, piano, đồng thời là ca sĩ chính của ban nhạc Aerosmith. Ông được gọi là "Con Quỷ Gào thét" ("Demon of Screamin")  
vì hay hát bằng giọng cao và giọng hát trải nhiều cung bậc. Trong thập niên 70, ông nổi tiếng như giọng ca chính của Aerosmith. Lúc đó Aerosmith có nhiều albums tiếng tăm như Toys in the Attic hay Rocks... Trong thập niên 80, Tyler có vấn đề với thuốc và rượu. Dù vậy Steven vẫn đi diễn liên tục và thường xuyên trong nhóm Aerosmith.

## Aerosmith
Trước khi Aerosmith thành hình, Tyler đã ra một đĩa đơn mang phong cách đặc thù của Aerosmith sau này - "Dream On". Năm 1969, Tyler gặp Joe Perry (guitar) và Tom Hamilton. Về sau Tyler nói rằng ông rất ấn tượng với thái độ và sự mãnh liệt trong cách chơi nhạc của họ. Khoảng năm 1970, Tyler, Perry và Hamilton quyết định thành lập Aerosmith. Cả ban nhạc dời về Boston, trong một căn hộ nhỏ trên đường Commonwealth Avenue ở Brighton. 
Năm 1973, Aerosmith có được một hit nhỏ nhờ "Dream On", bài này lên đến hạng 59 trong năm. Đến năm 1975, Aerosmith cho ra Toys in the Attic và Rocks (1976), và bắt đầu được mọi người biết đến. Năm 1975, Aerosmith lên đến Top 40 nhờ bản "Sweet Emotion".

## Gia đình và quan hệ
Tyler có mối quan hệ trong thời gian ngắn với người mẫu Bebe Buell; hai người có một con gái Liv Tyler, sinh năm 1977. Buell đầu tiên nói Todd Rundgren 
là cha Liv để Liv khong bị ảnh hưởng bởi những vấn đề liên quan đến thuốc và rượu của Tyler. Năm 1978, Steven Tyler thành hôn với Cyrinda Foxe, một cựu người mẫu. Hai người có một cô con gái là Mia Tyler. Tyler và Foxe ly dị vào 1987. Năm 1997, Foxe viết cuốn sách có tên Dream On: Livin' on the Edge With Steven Tyler and Aerosmith, thuật lại đời sống của 2 người với nhau. Foxe chết vì ung thư não năm 2002.
Tháng 5, 1988, Tyler cưới người vợ thứ hai, Teresa Barrick. Hai người có một con gái, Chelsea Anna Tallarico (born ngày 6 tháng 3 năm 1989), và một con trai, Taj Monroe Tallarico (born ngày 31 tháng 1 năm 1992). Tháng 2 2005, Tyler và Teresa thông báo ly thân vì những vấn đề cá nhân. Tháng 1 2006, họ chính thức ly dị.
Tyler có quan hệ với Erin Brady từ năm 2006. Ông đính hôn với Brady vào tháng 12 năm 2011.